# 東克彦
東 克彦（あずま かつひこ 1979年2月24日 - ）は、日本の元アイスホッケー選手。ポジションはフォワード。左利き。
苫小牧市立明倫中学校、北海道苫小牧工業高等学校を経て東洋大学へ進学、大学時代に1度ユニバーシアード代表に選ばれた。4年次には春季リーグ、秋季リーグ、インカレの三冠を達成した。
大学卒業後、2001年に王子製紙アイスホッケー部に加入、2006-07シーズン終了後、王子製紙を退団した。